# Turismul în Slovacia
Un rol principal îl are capitala. În 2006, Bratislava avea 77 facilități comerciale de cazare (dintre care 45 erau hoteluri), cu o capacitate totală de 9.940 de paturi.[125] Un total de 686.201 vizitatori, dintre care 454.870 erau străini, au stat cel puțin o noapte acolo. Cu toate acestea, mare parte dintre turiști vizitează Bratislava o singură zi, și numărul lor exact nu este cunoscut. Majoritatea turiștilor străini provin din Republica Cehă, Germania, Regatul Unit, Italia, Polonia, Austria, Franța, Statele Unite, Japonia și Ungaria. În Slovacia sunt și diverse destinații montane destinate schiatului, precum și destinații balneare.

## Patrimoniu
Pe lista patrimoniului mondial UNESCO sunt înscrise următoarele obiective din Slovacia:
- Satul Vlkolinec (1993);
- Spišský Hrad și monumentele culturale asociate (1993);
- Localitatea minieră Banská Štiavnica (1993);
- Peștera din Aggtelek și Carstul Slovac (1995, 2000);
- Centrul vechi istoric din Bardejov (2000);
- Bisericile de lemn din Carpații Slovaciei (2008).